# Îlot Solitaire
L'îlot Solitaire est un îlot rocheux de l'océan Indien située dans l'archipel des Kerguelen à 53 km au sud-ouest de la péninsule Rallier du Baty, une péninsule du sud-ouest de la Grande Terre et point le plus occidental de l'archipel.
Le traité sur l'Antarctique interdisant à la France d'exercer sa pleine souveraineté sur les territoires antarctiques relevant de la Terre Adélie, la latitude de l'îlot Solitaire de 49° 58' Sud en fait la terre émergée la plus australe de la République française après les îles de Boynes et avant les roches du Salamanca, ces deux dernières se trouvant également dans l'archipel des Kerguelen.